# Javier Zaragoza
Javier Zaragoza Aguado (Alcorisa, Teruel, 20 de noviembre de 1955) es un jurista español. Ha sido fiscal antidroga y fiscal jefe de la Audiencia Nacional. Actualmente es fiscal de sala del Tribunal Supremo.

## Biografía
Tras licenciarse en Derecho en la Universidad de Zaragoza, ingresó en la carrera fiscal en 1982. Su primer destino fue la fiscalía de la Audiencia Provincial de San Sebastián, como teniente fiscal, aunque llegó a ejercer como fiscal jefe en funciones en una época de gran conflictividad, especialmente por las acciones terroristas de ETA.
En 1987 fue destinado a Madrid y en 1988 designado teniente fiscal de la Fiscalía Antidroga. En esta fiscalía participó en relevantes operaciones contra el narcotráfico, como la Operación Nécora junto al juez Baltasar Garzón en el año 1990 a la temprana edad de 33 años.
En 2005 fue ascendido a fiscal de sala y nombrado fiscal jefe de la Fiscalía Antidroga, por el entonces fiscal general del Estado Cándido Conde-Pumpido.
En 2006 fue designado jefe de la Fiscalía de la Audiencia Nacional, cargo que ocupó hasta marzo de 2017.
Siendo fiscal jefe de la Audiencia Nacional intervino en el juicio por los atentados terroristas del 11-M, y por los asesinatos terroristas de Fernando Mugica Herzog y Francisco Tomas y Valiente.
Impulsó con las Fiscalías Antiterroristas de Francia, Belgica y Marruecos el Grupo Cuatripartito Antiterrorista y la formación de más de una docena de equipos conjuntos de investigación.
En la actualidad es fiscal de sala del Tribunal Supremo y participó como acusador público en el juicio del procés,  juntamente con Jaime Moreno, Consuelo Madrigal y Fidel Cadena. Él se encargó de interrogar a varios dirigentes del procés y a toda la cúpula del Departamento de Interior de la Generalidad de Cataluña.

## Juicio por el atentado del 11M
Javier Zaragoza dirigió el equipo del Ministerio Fiscal que representó a la acusación pública en el juicio por el atentados yihadistas de Atocha.

## Distinciones
- Ha sido reconocido por el Gobierno de Aragón con el premio Aragón 2019.[2]
- Hijo Predilecto de la villa de Alcorisa en 2019
- Medalla de Oro de la Facultad de Derecho de la Universidad de Zaragoza en 2020
- Premio Heraldo de Aragon a los Valores Humanos en 2024
- Premio Gabriel Cisneros a los Valores Constitucionales en su segunda edición concedido por el Gobierno de Aragon en 2024
- Premio Solidaridad Nacional concedido por la asociación Erguete en el 2000
- Premio Carmen Tagle-Luis Portero otorgado en el XXIII Congreso de la AF.
- En 2008 recibió la medalla de oro de la orden del mérito del Plan Nacional Antidroga.
- En enero de 2004 recibió la Cruz de Honor de San Raimundo de Peñafort
- Gran Cruz al Merito Naval en diciembre de 2010
- Gran Cruz al Merito de la Guardia Civil en 2016
- Caballero de la Legion de Honor francesa en 2007
- Oficial de la Legion de Honor francesa en 2017
- Gran Oficial de la Orden del Libertador O'Higgins de la Reoublica de Chile en 2009
- Cruz al Merito Policial con distintivo rojo en 1992
- Medalla de Plata del Cuerpo Nacional de Policía en 2015
- Medalla de Plata al Merito Social Penitenciario en 2009
- Medalla de Plata de la Guardia Civil en 2008
- Cruz de San Jorge de la Diputacion Provincial de Teruel en 2007